# Ruta Estatal de Arizona 101
La Ruta Estatal de Arizona 101, y abreviada SR 101 (en inglés: Arizona State Route 101) es una carretera estatal estadounidense ubicada en el estado de Arizona. La carretera inicia en el sentido antihorario desde la I 10     en Page hacia el sentido horario en la Loop 202     en Chandler. La carretera tiene una longitud de 98,1 km (60.98 mi).

## Mantenimiento
Al igual que las autopistas interestatales, y las rutas federales y el resto de carreteras estatales, la Ruta Estatal de Arizona 101 es administrada y mantenida por el Departamento de Transporte de Arizona por sus siglas en inglés ADOT.

## Cruces
La Ruta Estatal de Arizona 101 es atravesada principalmente por la  I 17     en Phoenix
 US 60     en Tempe.